# Franz Klammer
Franz Klammer nació el 3 de diciembre de 1953 en Mooswald (Austria), es un exesquiador que ganó 1 Medalla de Oro Olímpica (1 Medalla en total), 2 Campeonatos del Mundo (3 Medallas en total), 5 Copas del Mundo en disciplina de Descenso y 26 victorias en la Copa del Mundo de Esquí Alpino (con un total de 45 podiums).

## Resultados

### Juegos Olímpicos de Invierno
- 1976 en Innsbruck, Austria
  - Descenso: 1.º
- 1984 en Sarajevo, Yugoslavia
  - Descenso: 10.º

### Campeonatos Mundiales
- 1974 en St. Moritz, Suiza
  - Combinada: 1.º
  - Descenso: 2.º
  - Eslalon Gigante: 10.º
- 1976 en Innsbruck, Austria
  - Descenso: 1.º
- 1978 en Garmisch-Partenkirchen, Alemania
  - Descenso: 5.º
- 1982 en Schladming, Austria
  - Descenso: 7.º
- 1985 en Bormio, Italia
  - Descenso: 5.º

### Copa del Mundo

#### Clasificación general Copa del Mundo
- 1972-1973: 8.º
- 1973-1974: 5.º
- 1974-1975: 3.º
- 1975-1976: 4.º
- 1976-1977: 3.º
- 1977-1978: 5.º
- 1978-1979: 51.º
- 1979-1980: 33.º
- 1980-1981: 40.º
- 1981-1982: 14.º
- 1982-1983: 18.º
- 1983-1984: 20.º
- 1984-1985: 52.º

#### Clasificación por disciplinas (Top-10)
- 1972-1973:
  - Descenso: 4.º
  - Eslalon Gigante: 9.º
- 1973-1974:
  - Descenso: 2.º
  - Eslalon Gigante: 10.º
- 1974-1975:
  - Descenso: 1.º
  - Eslalon Gigante: 9.º
- 1975-1976:
  - Descenso: 1.º
  - Combinada: 4.º
- 1976-1977:
  - Descenso: 1.º
- 1977-1978:
  - Descenso: 1.º
- 1981-1982:
  - Descenso: 5.º
- 1982-1983:
  - Descenso: 1.º
- 1983-1984:
  - Descenso: 4.º

#### Victorias de la Copa del Mundo (26)

##### Descenso (25)
| Fecha                   | Lugar                  |
| ----------------------- | ---------------------- |
| 22 de diciembre de 1973 | Schladming             |
| 8 de diciembre de 1974  | Val-d'Isère            |
| 15 de diciembre de 1974 | St. Moritz             |
| 5 de enero de 1975      | Garmisch-Partenkirchen |
| 11 de enero de 1975     | Wengen                 |
| 18 de enero de 1975     | Kitzbühel              |
| 26 de enero de 1975     | Innsbruck              |
| 9 de marzo de 1975      | Jackson Hole           |
| 21 de marzo de 1975     | Val Gardena            |
| 12 de diciembre de 1975 | Madonna di Campiglio   |
| 10 de enero de 1976     | Wengen                 |
| 17 de enero de 1976     | Morzine                |
| 25 de enero de 1976     | Kitzbühel              |
| 12 de marzo de 1976     | Aspen                  |
| 17 de diciembre de 1976 | Val Gardena            |
| 18 de diciembre de 1976 | Val Gardena            |
| 8 de enero de 1977      | Garmisch-Partenkirchen |
| 15 de enero de 1977     | Kitzbühel              |
| 22 de enero de 1977     | Wengen                 |
| 18 de febrero de 1977   | Laax                   |
| 11 de diciembre de 1977 | Val-d'Isère            |
| 11 de marzo de 1978     | Laax                   |
| 6 de diciembre de 1981  | Val-d'Isère            |
| 20 de diciembre de 1982 | Val Gardena            |
| 21 de enero de 1984     | Kitzbühel              |

##### Combinada (1)
| Fecha               | Lugar  |
| ------------------- | ------ |
| 11 de enero de 1976 | Wengen |